# Ashley Walker
Ashley Walker (* 24. Februar 1987 in Stockton, Kalifornien, Vereinigte Staaten) ist eine professionelle Basketball-Spielerin. Seit 2009 spielt sie für die Seattle Storm in der Women’s National Basketball Association.

## Karriere

### College (2005 bis 2009)
Walker studierte von 2005 bis 2009 an der UC Berkeley, wo sie 2009 ihren Abschluss in Amerikanistik machte. Während ihrer Zeit am College spielte Walker auch für das Damen-Basketballteam der Universität den California Golden Bears. Walker spielte meist auf der Position des Forward sowie des Centers. Sie ist die erste Spielerin der Golden Bears, die insgesamt über 1.000 Punkte, 800 Rebounds, 200 Assists und 100 Blocks erzielte.

### WNBA (seit 2009)
Wegen ihrer herausragenden Leistungen für die Golden Bears wurde sie bei der WNBA Draft 2009 von den Seattle Storm an der insgesamt zwölften Stelle ausgewählt.